# Jaume Pahissa i Laporta
Jaume Pahissa i Laporta (Barcelona, 23 d'abril de 1846 - 21 de gener de 1928) fou un dibuixant barceloní que sovint signava com a Thomas Pijoliu. Fill de Jaume Pahissa natural de Sant Feliu de Llobregat i de Rosa Laporta natural de Sants. De formació autodidacta, encara que rebé lliçons de Ramon Martí i Alsina, va aconseguir fama com a il·lustrador i pintor paisatgista. Col·laborà, com a corresponsal gràfic, a les revistes Ilustració Catalana i L'Esquella de la Torratxa. És autor d'una col·lecció molt difosa de cromos sobre el Quixot i també d'auques. Pintà les imatges de sant Gil, santa Rosa, Sant Blai i sant Lluc a la capella de l'Hospital Clínic de Barcelona i feu diversos retrats per a la Galeria de Catedràtics de la Facultat de Medicina. És així mateix l'autor del retrat d'Elisenda de Montcada inclòs a la Galeria de Catalans Il·lustres.
En record seu s'anomenà el carrer del Pintor Pahissa, al barri de La Maternitat i Sant Ramon de Barcelona. Casat amb Anna Jó i Prat natural de Monistrol de Calders varen ser pares del compositor Jaume Pahissa i Jo.

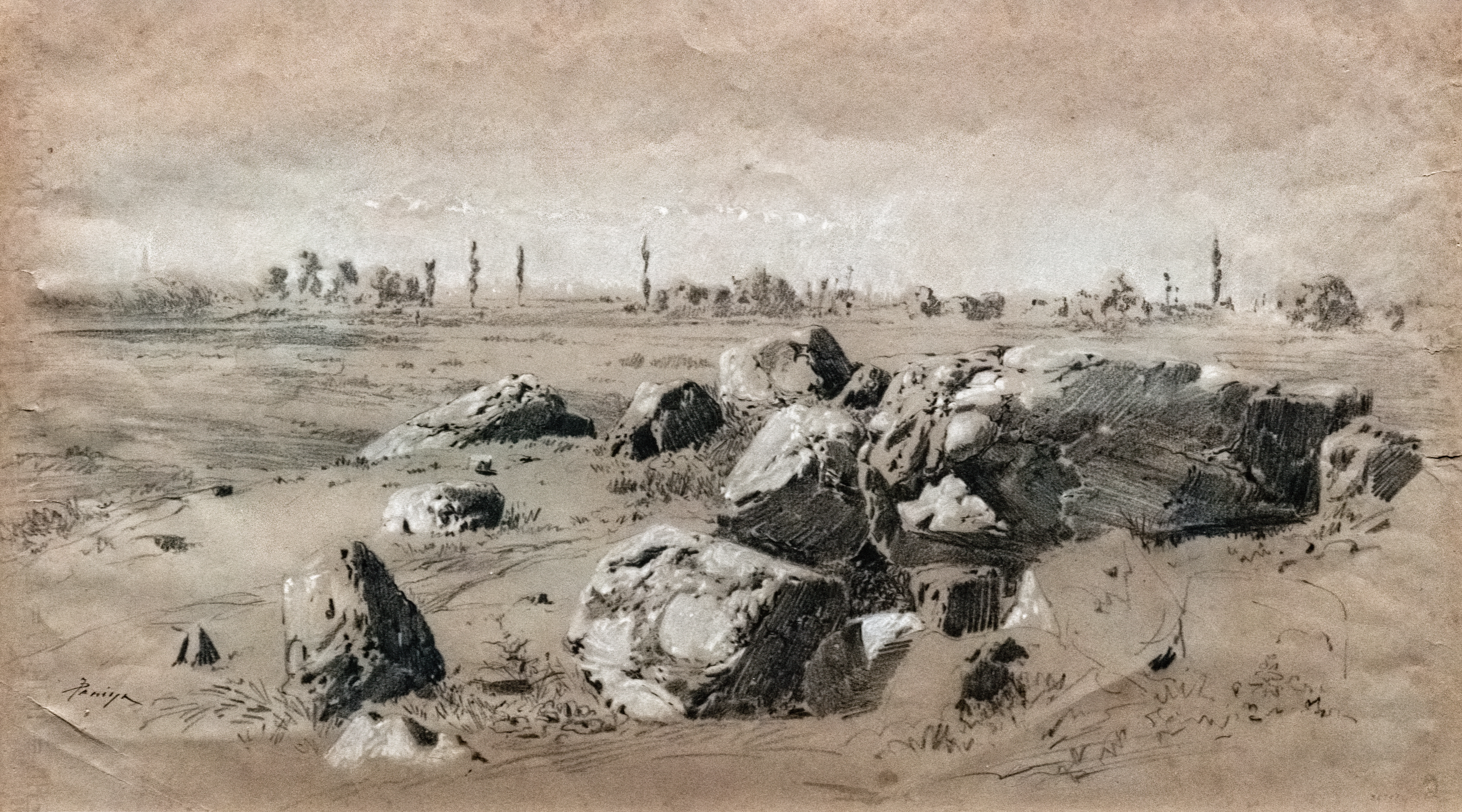
Paisatge rocós - Museu Nacional d'Art de Catalunya